# 斯帕斯凱 (克里維里赫區)
47°37′32″N 33°26′59″E / 47.62556°N 33.44972°E
斯帕斯凱（烏克蘭語：Спаське），2016年前名為斯维爾德洛夫斯凱（烏克蘭語：Свердловське），是烏克蘭中部的村莊，隸屬第聶伯羅彼得羅夫斯克州克里維里赫區的希羅凱市鎮。該村距離達奇涅1.5公里，海拔高度91米，2001年人口4。
该村于2020年被废弃。